# Cacia elegans
Cacia elegans là một loài bọ cánh cứng trong họ Cerambycidae.